# Фабијана Мурер
Фабијана де Алмеида Мурер (порт. Fabiana de Almeida Murer; 16. март 1981.) је некадашња бразилска атлетичарка која држи јужноамеричке рекорде у скоку с мотком: са најбољим резултатом у дворани од 4,83 м и на отвореном од 4,87 м. Освојила је златну медаљу на Светском првенству 2011, на Светском првенству у дворани 2010 , и на Панамеричким играма 2007. Мурер је четворострука шампионка Јужне Америке: 2006, 2007, 2009. и 2011. Мурер је прво тренирао Украјинац Виталиј Петров, који је створио светске рекордере Сергеја Бубку и Јелену Исинбајеву. Потом је Мурер тренирао њен супруг, Елсон Миранда де Соуза, и сам бивши скакач мотком.

## Каријера
На Светском првенству у дворани 2010. Мурер је искористила неуспех Јелене Исинбајеве на висини од 4.75 м, па је успешним скоком на 4.80 м, у првом покушају, освојила своје прво светско првенство. Мурер је поправила лични рекорд у дворани на 4,83 м на Великој награди у Бирмингему.
2011. Мурер је постала први атлетичар (било женски или мушки) из Бразила који је освојио златну медаљу на једном Светском првенству у атлетици. Учинила је то са прескочених 4,85 м на Светском првенству у Даегуу 2011.
Упркос великим очекивањима за Летње олимпијске игре 2012, Мурер се није квалификовала за финале. Мурер је освојила сребрну медаљу на Панамеричким играма 2015. и на Светском првенству 2015.
3. јула 2016. прескочила је 4,87 м на митингу у Сао Бернардо до Кампу, поново побољшавши сопствене рекорде Бразила и Јужне Америке. Због повреде хернија диска цервикалне кичме, није успела да прескочи почетну висину од  4,55 м на  Олимпијским играма 2016.

## Међународна такмичења
| Година | Такмичење                    | Место                        | Позиција | Дисциплина  | Резултат     | Белешка |
| ------ | ---------------------------- | ---------------------------- | -------- | ----------- | ------------ | ------- |
| 1998   | Светско првенство за јуниоре | Анеси, Француска             | 20.      | Скок мотком | 3.65 м       |         |
| 1999   | Панамеричке игре             | Винипег, Канада              | 9.       | Скок мотком | 3.50 м       |         |
| 2000   | Светско првенство за јуниоре | Сантјаго, Чиле               | 10.      | Скок мотком | 3.70 м       |         |
| 2005   | Светско првенство            | Хелсинки, Финска             | 15.      | Скок мотком | 4.40 м       |         |
| 2006   | Светско првенство у дворани  | Москва, Русија               | 15.      | Скок мотком | 4.35 м       |         |
| 2006   | Континентални куп            | Атина, Грчка                 | 2.       | Скок мотком | 4.55 м       |         |
| 2007   | Панамеричке игре             | Рио де Жанеиро, Бразил       | 1.       | Скок мотком | 4.60 м       |         |
| 2007   | Светско првенство            | Осака, Јапан                 | 6.       | Скок мотком | 4.65 м       |         |
| 2008   | Светско првенство у дворани  | Валенсија, Шпанија           | 3.       | Скок мотком | 4.70 м       |         |
| 2008   | Олимпијске игре              | Пекинг, Кина                 | 10.      | Скок мотком | 4.50 м       |         |
| 2009   | Светско првенство            | Берлин, Немачка              | 5.       | Скок мотком | 4.55 м       |         |
| 2010   | Светско првенство у дворани  | Доха, Катар                  | 1.       | Скок мотком | 4.80 м       |         |
| 2011   | Светско првенство            | Даегу, Јужна Кореја          | 1.       | Скок мотком | 4.85 м       |         |
| 2011   | Панамеричке игре             | Гвадалахара, Мексико         | 2.       | Скок мотком | 4.70 м       |         |
| 2012   | Олимпијске игре              | Лондон, Уједињено Краљевство | 15.      | Скок мотком | 4.50 м       |         |
| 2013   | Светско првенство            | Москва, Русија               | 5.       | Скок мотком | 4.65 м       |         |
| 2014   | Светско првенство у дворани  | Сопот, Пољска                | 4.       | Скок мотком | 4.70 м       |         |
| 2015   | Панамеричке игре             | Торонто, Канада              | 2.       | Скок мотком | 4.80 м       |         |
| 2015   | Светско првенство            | Пекинг, Кина                 | 2.       | Скок мотком | 4.85 м       |         |
| 2016   | Светско првенство у дворани  | Портланд, САД                | 6.       | Скок мотком | 4.60 м       |         |
| 2016   | Олимпијске игре              | Рио де Жанеиро, Бразил       | –        | Скок мотком | Без пласмана |         |